# Spectres (película)
Spectres es una película estadounidense de drama sobrenatural de 2004 dirigida por Phil Leirness y protagonizada por Marina Sirtis, Dean Haglund y Tucker Smallwood.

## Argumento
Kelly es una sobreviviente de suicidio de 16 años, su madre Laura Lee se encuentra perdida en cuando se trata de lo siguiente que debería hacerse, por lo que ella lleva a Kelly lejos para el verano a una casa de vacaciones. Pero cosas extrañas comienzan a suceder y Kelly comienza a actuar como una persona diferente. El terapeuta de Kelly, el Dr. Halsey, busca la ayuda de un psíquico.

## Reparto
- Marina Sirtis como Laura Lee.
- Dean Haglund como Dr. Halsey.
- Tucker Smallwood como Will Franklin.
- Lauren Birkell como Kelly Webber.
- Alexis Cruz como Sean.
- Chris Hardwick como Sam Phillips.
- Loanne Bishop como Suzanne.
- Linda Park como Renee Hansen.
- David Hedison como William.
- Alexander Agate como C. J. Hansen.
- Lillian Lehman como Fran Mullins.
- Joe Smith como Mark.
- Neil Dickson como Wally.